# Pentedron
Pentedron – organiczny związek chemiczny z grupy katynonów, stosowany jako stymulant, jeden z tzw. dopalaczy, od lipca 2015 roku znajdujący się w grupie I-P ustawy o przeciwdziałaniu narkomanii.

## Właściwości i otrzymywanie
Jego chlorowodorek ma postać jednoskośnych kryształów lub białego proszku. Pentedron może być otrzymany poprzez bromowanie walerofenonu. Produkt pośredni, α-bromowalerofenon, ulega następnie kondensacji z metyloaminą.

## Farmakologia
Ma działanie empatogenne i psychostymulujące, jest inhibitorem wychwytu zwrotnego dopaminy, serotoniny i noradrenaliny. Objawy po zażyciu mogą obejmować przyśpieszenie i spłycenie oddechu, wzrost ciśnienia tętniczego, rozszerzenie źrenic i hipertermię. Pojawić się mogą również stany euforii, jak i lękowe, zwiększenie pewności siebie i koncentracji, niepokój i halucynacje. Odstawieniu pentedronu mogą towarzyszyć zmęczenie, bezsenność, poczucie rozbicia czy rozdrażnienia, zmniejszenie koncentracji i silne stany lękowe mogące prowadzić do depresji czy psychoz.
Znane są przypadki śmierci po zażyciu pentedronu. W 2014 roku opisano przypadek mężczyzny, który zmarł w wyniku niewydolności wielonarządowej, a w jego krwi wykryto pentedron i UR-144 (w stężeniach odpowiednio 290 ng/ml i 4,0 ng/ml). W 2015 roku opisano przypadek śmierci po zażyciu pentedronu i α-pirolidynopentiofenonu. W 2016 roku opisano kolejne trzy przypadki, przy czym w jednym z nich, pentedron był jedyną wykrytą substancją mogącą prowadzić do zgonu (tym samym autorzy uznali, że oznaczona zawartość pentedronu we krwi wynosząca 340 ng/ml może odpowiadać dawce śmiertelnej).

## Legalność
Związek ten zaczął występować na polskim rynku ok. 2010 roku (składnik tzw. „soli do kąpieli”), a od lipca 2015 roku znajduje się w wykazie substancji psychotropowych w grupie I-P. Jest nielegalny również m.in. w Czechach, Niemczech, Stanach Zjednoczonych oraz Chinach (od października 2015), które do tego czasu uchodziły za głównego producenta tej substancji.